# La Raison d'Aymé
 (janvier 2021).
Si vous disposez d'ouvrages ou d'articles de référence ou si vous connaissez des sites web de qualité traitant du thème abordé ici, merci de compléter l'article en donnant les références utiles à sa vérifiabilité et en les liant à la section « Notes et références ».
La Raison d'Aymé est la cinquième pièce de théâtre écrite par Isabelle Mergault. Elle est mise en scène par Gérard Jugnot. Ils se retrouvent également sur scène. C'est leur première collaboration. Cette pièce comique est représentée pour la première fois au Théâtre des Nouveautés le 27 septembre 2018 et jouée jusqu'au 6 janvier 2019. S'ensuit une tournée au printemps 2019 dans toute la France.

## Argument
Aymé est un riche industriel qui vient d'épouser une femme de trente ans plus jeune que lui nommée Chloé. Il est dans un bonheur immense et se croit aimé à tort, cependant, Chloé n'en a que pour son argent. Aveuglé par cet amour, il n'écoute plus sa raison, elle décide donc de se matérialiser en chair et en os pour prendre le dessus sur le cœur. Le combat entre la raison et le cœur ne va pas être de tout repos. Aymé va-t-il écouter son cœur ou sa raison ?

## Fiche technique
- Auteur : Isabelle Mergault
- Mise en scène : Gérard Jugnot
- Décors : Jean Hass
- Lumières : Jean-Pascal Pracht
- Costumes : Cécile Magnan
- Vidéos : Olivier Bemer
- Sons : Stéphanie Gibert
- Assistante mise en scène : Tadrina Hocking

## Distribution
- Aymé : Gérard Jugnot
- La raison : Isabelle Mergault
- Chloé : Anne-Sophie Germanaz
- Le tueur à gages : Philippe Beglia

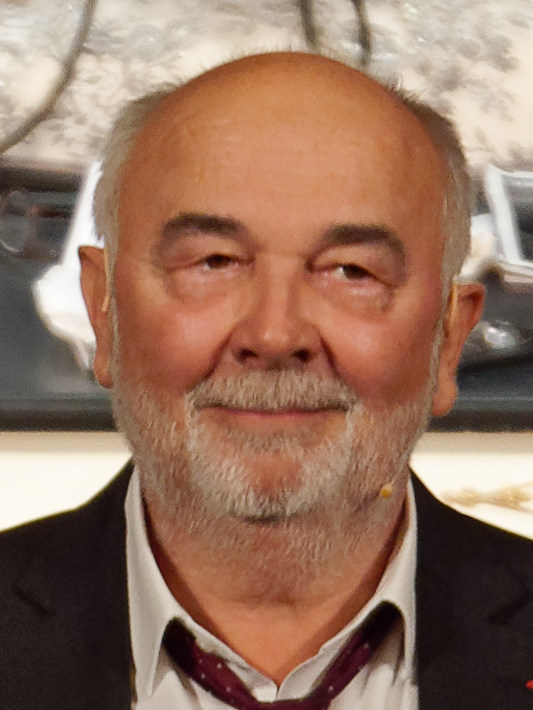
Gérard Jugnot
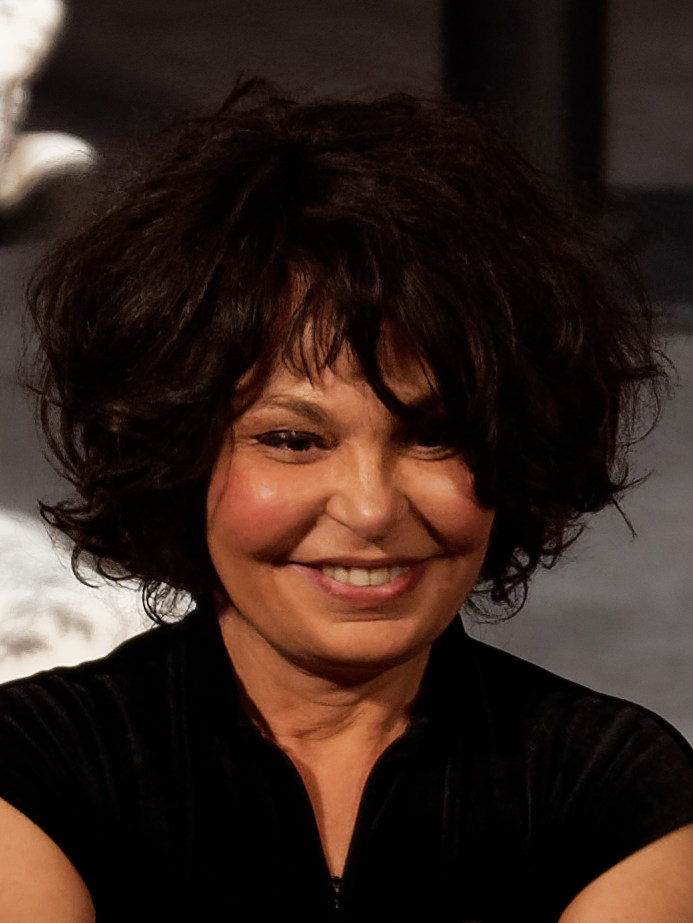
Isabelle Mergault
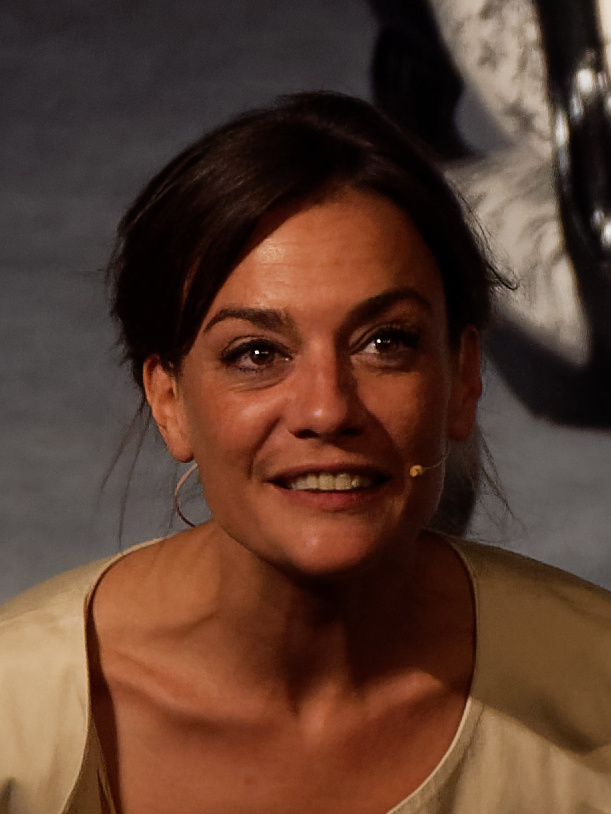
Anne-Sophie Germanaz
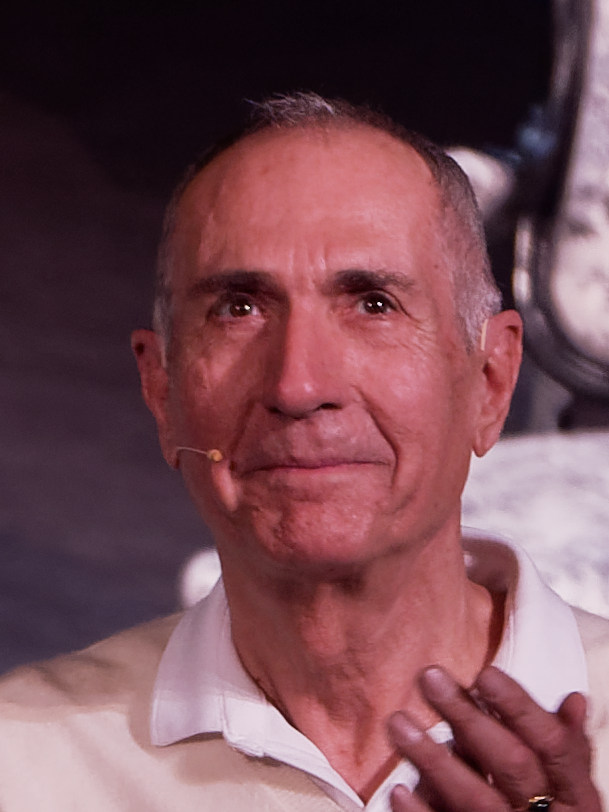
Philippe Beglia